# John Harvey (homme politique)
Pour les articles homonymes, voir John Harvey (homonymie) et Harvey.
John Harvey (1778-1852) est un officier britannique qui fut lieutenant-gouverneur dans les provinces atlantiques du Canada.

## Biographie
John Harvey naît le 23 avril 1778 en Angleterre. Il devient militaire et sert aux Pays-Bas, en Afrique du Sud, à Ceylan, en Égypte et en Inde. Il est nommé au Canada comme lieutenant-colonel en 1812 et participe activement à la guerre anglo-américaine de 1812.
Il est ensuite nommé lieutenant-gouverneur de l'Île-du-Prince-Édouard de 1836 à 1837, du Nouveau-Brunswick du 1er mai 1837 au 26 avril 1841, de Terre-Neuve de 1841 à 1846 et enfin de Nouvelle-Écosse de 1846 à 1852.
John Harvey décède le 22 mars 1852.